# Hamilton (Massachusetts)
Hamilton é uma vila localizada no condado de Essex no estado estadounidense de Massachusetts. No Censo de 2010 tinha uma população de 7.764 habitantes e uma densidade populacional de 201,01 pessoas por km².

## Geografia
Hamilton encontra-se localizado nas coordenadas 42° 37′ 34″ N, 70° 51′ 26″ O. Segundo o Departamento do Censo dos Estados Unidos, Hamilton tem uma superfície total de 38.62 km², da qual 36.74 km² correspondem a terra firme e (4.89%) 1.89 km² é água.

## Demografia
Segundo o censo de 2010, tinha 7.764 pessoas residindo em Hamilton. A densidade populacional era de 201,01 hab./km². Dos 7.764 habitantes, Hamilton estava composto pelo 92.41% brancos, o 0.59% eram afroamericanos, o 0.18% eram amerindios, o 5.45% eram asiáticos, o 0% eram insulares do Pacífico, o 0.28% eram de outras raças e o 1.08% pertenciam a duas ou mais raças. Do total da população o 1.56% eram hispanos ou latinos de qualquer raça.

## Residentes notáveis
Nesta cidade nasceu o ator  David Morse.